# Levon Julfalakjan
Levon Julfalakjan, född den 5 april 1964 i Gjumri, Armenien, är en sovjetisk brottare som tog OS-guld i lättviktsbrottning i den grekisk-romerska klassen 1988 i Seoul. 